# Dermanura watsoni
Dermanura watsoni — вид родини листконосові (Phyllostomidae), ссавець ряду лиликоподібні (Vespertilioniformes, seu Chiroptera).

## Середовище проживання
Країни поширення: Беліз, Колумбія, Коста-Рика, Гватемала, Гондурас, Мексика, Нікарагуа, Панама. Зазвичай знаходиться нижче 800 м над рівнем моря (загалом же до 1500 метрів), в напівлистопадних і вічнозелених лісах низовини, гаях і фруктових садах.  

## Морфологічні й генетичні особливості
Довжина голови і тіла від 50 до 58 мм, довжина передпліччя між 35 і 41 мм, довжина стопи від 8 до 12 мм, довжина вух від 14 до 17 мм і вага до 15 гр. 
Шерсть довга і пухнаста. Спина від світло-коричневого до сірувато-коричневого кольору, у той час як черево трохи ясніше. Морда коротка і широка. Лист носа добре розвинений, ланцетний. Є дві світлі смуги на кожній стороні обличчя. Вуха світло-коричневі. Хвоста нема. Каріотип: 2n=30 FNa=56.

## Життя
Харчується в основному фруктами, меншою мірою споживає комах і пилок. Лаштує сідала невеликими колоніями в листових наметах.